# Jean-Antoine Letronne
Jean-Antoine Letronne (Parigi, 25 gennaio 1787 – Parigi, 14 dicembre 1848) è stato un archeologo e numismatico francese.
Il padre, un povero incisore, lo inviò a studiare arte sotto il pittore David, ma le sue preferenze erano verso la letteratura e divenne uno studente al Collège de France, dove si dice che avesse l'abitudine di esercitare il suo già fortemente sviluppato senso critico correggendo vecchie traduzioni di autori greci e confrontando poi i risultati con le edizioni più recenti e più accettate.

## Biografia

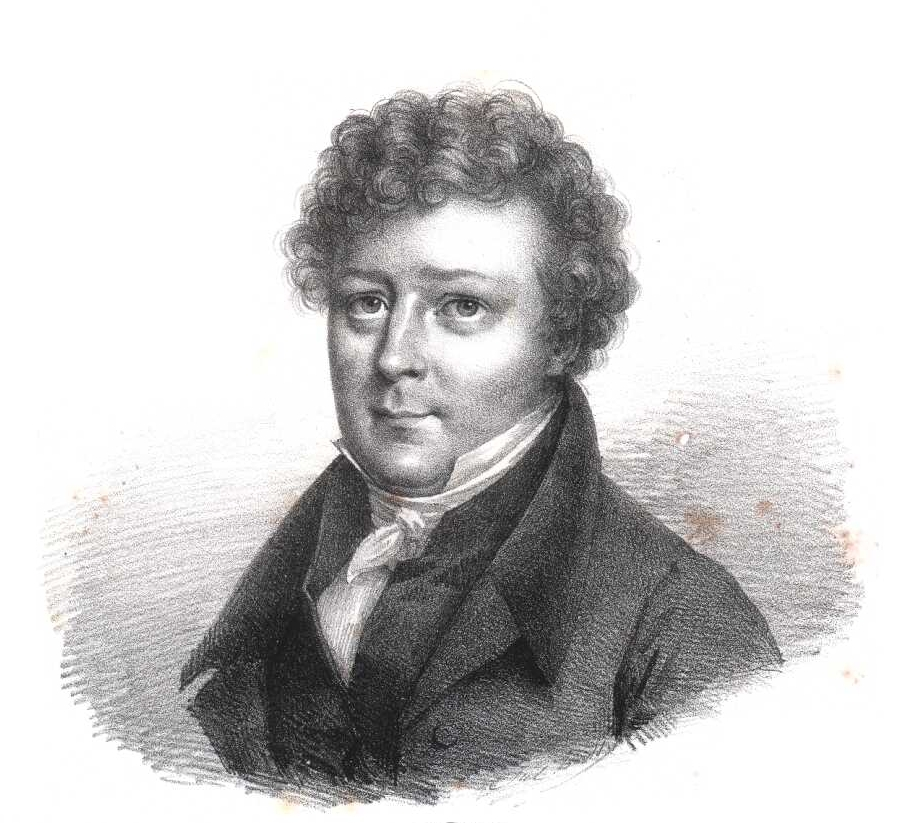
Jean Antoine Letronne, litografia di Julien Leopold Boilly, 1796-1874

Dal 1810 al 1812 viaggiò in Francia, Svizzera e Italia, e al suo ritorno a Parigi, pubblicò un lavoro dal titolo Essai critique sur la topographie de Syracuse (Saggio critico sulla topografia di Siracusa, destinato a chiarire Tucidide. Due anni più tardi apparve il suo Recherches geographiques et critiques sul De Mensura Orbis Terrae di Dicuil. Nel 1815 gli fu commissionato dal governo il completamento della traduzione della Geografia di Strabone che era stata iniziata da François-Jean-Gabriel de La Porte du Theil, morto in quell'anno; nel marzo 1816 fu ammesso all'Académie des inscriptions et belles-lettres con un'ordinanza reale, grazie al suo contributo sul sistema metrico degli egiziani.
La successiva carriera fu rapida: nel 1817 fu nominato direttore dell'École nationale des chartes, nel 1829 ispettore generale delle università, e nel 1831 professore di storia nel Collège de France. Questa cattedra fu cambiata nel 1838 per quella di archeologia, e nel 1840 succedette a Pierre Daunou come curatore degli archivi nazionali.
Nel 1835, collaborò alla pubblicazione della rivista Annales de l'Institut archéologique facendo parte del comitato di redazione assieme a Antoine Chrysostome Quatremère de Quincy (presidente), al duca di Luynes (vice presidente), a Félix Lajard, a Charles Lenormant, a Désiré-Raoul Rochette e al barone Jean de Witte.
Nel frattempo pubblicò altri lavori tra cui Considérations générales sur l'évaluation des monnaies grecques et romaines, et sur la valeur de l'or et de l'argent avant la découverte de l'Amérique nel 1817, Recherches pour servir d l'histoire d'Egypte pendant la domination des Grecs et des Romains nel 1823, e Sur l'origine grecque des zodiaques pretendus egyptiens nel 1837. Con quest'ultimo venne alla luce un errore che aveva fino a quel momento viziata la cronologia degli egittologi contemporanei. 
La sua Diplômes et chartes de l'époque mérovingienne, sur papyrus et sur vélin venne pubblicata nel 1844. 
L'opera più importante di Letronne è il Recueil des inscriptions grecques et latines de l'Égypte, il cui primo volume apparve nel 1842 e il secondo nel 1848.
Fu direttore nel periodo 1832-1840 del Cabinet des médailles di Parigi.
Gli è stato dedicato un cratere lunare.

## Pubblicazioni
- Essai sur la topographie de Syracuse dans le cinquième siècle avant J.-C., Paris, 1812.
- «Lettre sur Eunapius», Magasin encyclopédique, aprile, 1813
- Dictionnaire géographique de Vosgien, nouvelle édition augmentée et refondue, 1813 (sotto lo pseudonimo di Auguste L***)
- Géographie de toutes les parties du monde, Paris, 1816.
- Recherches sur les fragments d'Héron d'Alexandrie, ou Histoire du système métrique des Égyptiens depuis le règne de Pharaon jusqu'à l'invasion des Arabes, 1816 (memoria coronata dall'ammissione all'Académie des Inscriptions).
- Considérations générales sur l'évaluation des monnaies grecques et romaines, et sur la valeur de l'or et de l'argent avant la découverte de l'Amérique, memoria letta alà l'Académie dans les séances il 30 maggio e il 13 e 27 giugno e il 11 luglio 1817.
- Oeuvres complètes de Rollin, t.I (nuova edizione accompagnata da osservazioni e chiarimenti, a cura di Antoine Jean Letronne), Firmin Didot, Paris, 1821 (pubblicazione delle opere di Charles Rollin) (serie di 30 volume in totale).
- Mémoire sur le tombeau d'Osymandyas, 1822
- Recherches pour servir à l'histoire de l'Egypte pendant la domination des Grecs et des Romains, : tirées des inscriptions grecques et latines relatives à la chronologie, à l'état des arts, aux usages civils et religieux de ce pays, 1823
- Oeuvres complètes de Rollin, vol. 16 (Histoire romaine t. IV), Paris, 1823 (pubblicazione delle opere di  Charles Rollin).
- «Notice sur la traduction d'Hérodote de M. A.-L. Miot, et sur le Prospectus d'une nouvelle traduction d'Hérodote de M. P.-L. Courrier», Journal des Savants, 1823.
- Inscription grecque, gravée sur la base d'une statue trouvée dans les fouilles du canal d'Alexandrie, et maintenant dans la collection Drovetti à Turin, 1824.
- Observations critiques et archéologiques sur l'objet des représentations zodiacales qui nous restent de l'antiquité, à l'occasion du zodiaque égyptien peint dans une caisse de momie, qui porte une inscription grecque du temps de Trajan, 1824
- Cours élémentaire de géographie ancienne et moderne, redatto su un nuovo piano, 9ª edizione, 1825.
- Tabulae octo nummorum, ponderum, mensurarum apud Romanos et Graecos, 1825.
- Lettre à M. Joseph Passalacqua sur un papyrus grec et sur quelques fragmens de plusieurs papyrus appartenant à sa collection d'antiquités égyptiennes (con un fac simile di papiro), Paris, 1826.
- Matériaux pour l'histoire du Christianisme en Egypte, en Nubie et en Abyssinie, contenus dans trois mémoires académiques sur des inscriptions grecques des Ve et VIe siècles, Imprimerie royale, Paris, 1832.
- La Statue vocale de Memnon, considérée dans ses rapports avec l'Égypte et la Grèce, 1833.
- Lettres d'un antiquaire à un artiste: sur l'emploi de la peinture historique murale dans la décoration des temples et des autres édifices publics ou particuliers chez les Grecs et les Romains; ouvrage pouvant servir de suite et de supplément à tous ceux qui traitent de l'histoire de l'art dans l'antiquité , 1835.
- Appendice aux lettres d'un antiquaire, etc., 1837.
- Lettre des conservateurs de la Bibliothèque royale [Texte imprimé] : sur l'ordonnance du 22 février 1839 relative à cet établissement / Jomard, Raoul-Rochette, Letronne, Champolion-Figeac, ..[et al.]
- Fragments des poèmes géographiques de Scymnus de Chio et du faux Dicéarque: restitués principalement d'après un manuscrit de la Bibliothèque royale, 1840
- Sur l'origine du zodiaque grec et sur plusieurs points de l'astronomie et de la chronologie des Chaldéens, 1840
- «Sur les écrits et les travaux d'Eudoxe de Cnide, d'après M. Ludwig Ideler, membre de l'Académie de Berlin, et sur quelques points relatifs à l'histoire de l'astronomie et à la chronologie anciennes» , Journal des savants, 1840-41
- Inscription grecque de Rosette, 1841
- Fragments inédits d'anciens poètes grecs: tirés d'un papyrus appartenant au Musée Royal, avec la copie entière de ce papyrus: suivis du texte et de la traduction de deux autres papyrus appartenant au même musée, 1841
- Recueil des inscriptions grecques et latines de l'Égypte, vol. I, Paris, 1842.
- «Inscription grecque accompagnée des noms hiéroglyphiques de Marc-Aurèle et de Lucius Vérus trouvée à Philes en Egypte» , Journal des savants, 1843
- Examen critique de la découverte du prétendu coeur de Saint-Louis, faite à la Sainte Chapelle le 15 mai 1843, 1844
- Table d'Abydos imprimée en caractères mobiles, 1845
- Analyse critique des représentations zodiacales de Dendéra et d'Esné , 1845
- Diplômes et chartes de l'époque mérovingienne, sur papyrus et sur vélin, conservés aux Archives du royaume, publiés sous les auspices des ministres de l'intérieur et de l'instruction publique, Kaeppelin, Paris, 1845.
- Sur l'authenticité de la lettre de Thibaud, roi de Navarre à l'évêque de Tusculum, 1846
- Recueil des inscriptions grecques et latines de l'Égypte, vol. II, Paris, 1848.
- Mélanges d'érudition et de critique historique, Paris, 1860 (recueil d'articles et de travaux déjà parus, précédés par l'« Éloge de A.-J. Letronne lu à l'Académie des Inscriptions et Belles-Lettres dans sa séance annuelle du 16 août 1850» par le baron Walckenaer).
- Opere scelte, 1881-1885